# كتانية
الفصيلة الكَتَّانِيَّة هي فصيلة نباتية تنتمي إلى رتبة الملبيغيات (باللاتينية: Malpighiales).
يتبع هذه الفصيلة 14 جنساً تضم 180-200 نوعاً معظمها أعشاب حولية أو معمرة إضافة إلى عدد ضئيل من النباتات الخشبية، وأحيانًا أشجار كبيرة في المناطق المدارية. أهم أجناسها الكتان.